# Mikroorganizmi
Mikroorganizmi ili mikrobi je skupni naziv za bakterije, arheje, gljive i protiste (praživotinje), vidljive pod mikroskopom. Znanost koja ih proučava zove se mikrobiologija. Prema međudjelovanju s organizmom-domaćinom, tj. s čovjekom, životinjom ili biljkom, mikrobi se svrstavaju u nekoliko skupina: simbionti ("korisni"), paraziti ("štetni"), komenzali, ili slobodnoživući.
- Paraziti: uzimaju resurse za rast od organizma-domaćina tijekom čega uglavnom štete njegovom zdravlju. U tom slučaju i ih nazivamo i patogenima, uzročnicima zaraznih bolesti, (grč. páthos - bolest; génsis - postanak). Bolest mogu izazvati razmnožavanjem unutar organizma, ili indirektno, kroz kvarenje prehrambenih namirnica (npr. u botulizmu).

- Komenzali: obitavaju u ili na organizmu domaćina, s kojim nemaju poznate interakcije ("indiferentni"). Riječ dolazi iz latinskog i znači "jedu za istim stolom". Također ih zovemo i fiziološkom florom domaćina. Kod čovjeka obitavaju na koži, usnoj i nosnoj sluznici, crijevima i donjem dijelu spolnog sustava kod žena, npr. Escherichia coli ili Bifidobacterium.

- Simbionti: obitavaju u ili na organizmu domaćina gdje obavljaju neku domaćinu korisnu funkciju. Primjer su simbioze bakterija s nekim vrstama bilja, uglavnom mahunarkama gdje bakterije obavljaju fiksaciju dušika iz zraka. Simbioza je i lišaj koji se sastoji od mikroorganizma jednostanične alge ili cijanobakterije ("modrozelene alge"), i gljive, gdje mikroorganizam vrši fotosintezu.
  - Neke od komenzalnih bakterija u čovjeku se mogu smatrati i simbiontima jer kompeticijom za hranu ili utjecajem na kemiju okoliša otežavaju rast patogenih mikroorganizama, npr rod Bifidobacterium koji stvara mliječnu kiselinu na vaginalnoj sluznici.

- Slobodnoživući mikroorganizmi: u prirodi nalaze se nevezano od ikakvog organizma-domaćina. Pod određenim okolnostima neki od prvenstveno slobodnoživućih mikroorganizama mogu postati patogeni, npr. uzročnik kolere Vibrio cholerae.

## Primjena u biotehnologiji
Mikroorganizmi su obavljači raznih industrijski poželjnih procesa, primjerice u:
- prehrambenoj industriji: proizvodnja mliječnih prerađevina, proizvodnja piva, vina i alkohola
- farmaceutskoj industriji: proizvodnja lijekova, najčešće antibiotika - npr. bakterije Streptomyces rimosus, Pseudomonas flourescens.
- poljoprivredi: obogaćivanje tla dušikovim spojevima preko sadnje djeteline ili mahunarki koje u korijenu sadrže dušik-fiksirajuće bakterije iz rodova kao npr. Rhizobium, Sinorhizobium ili Frankia.
- pročišćavanju otpadnih voda.

## Vanjske poveznice
MicrobeWiki  Arhivirana inačica izvorne stranice od 6. veljače 2015. (Wayback Machine)